# William C. Bouck

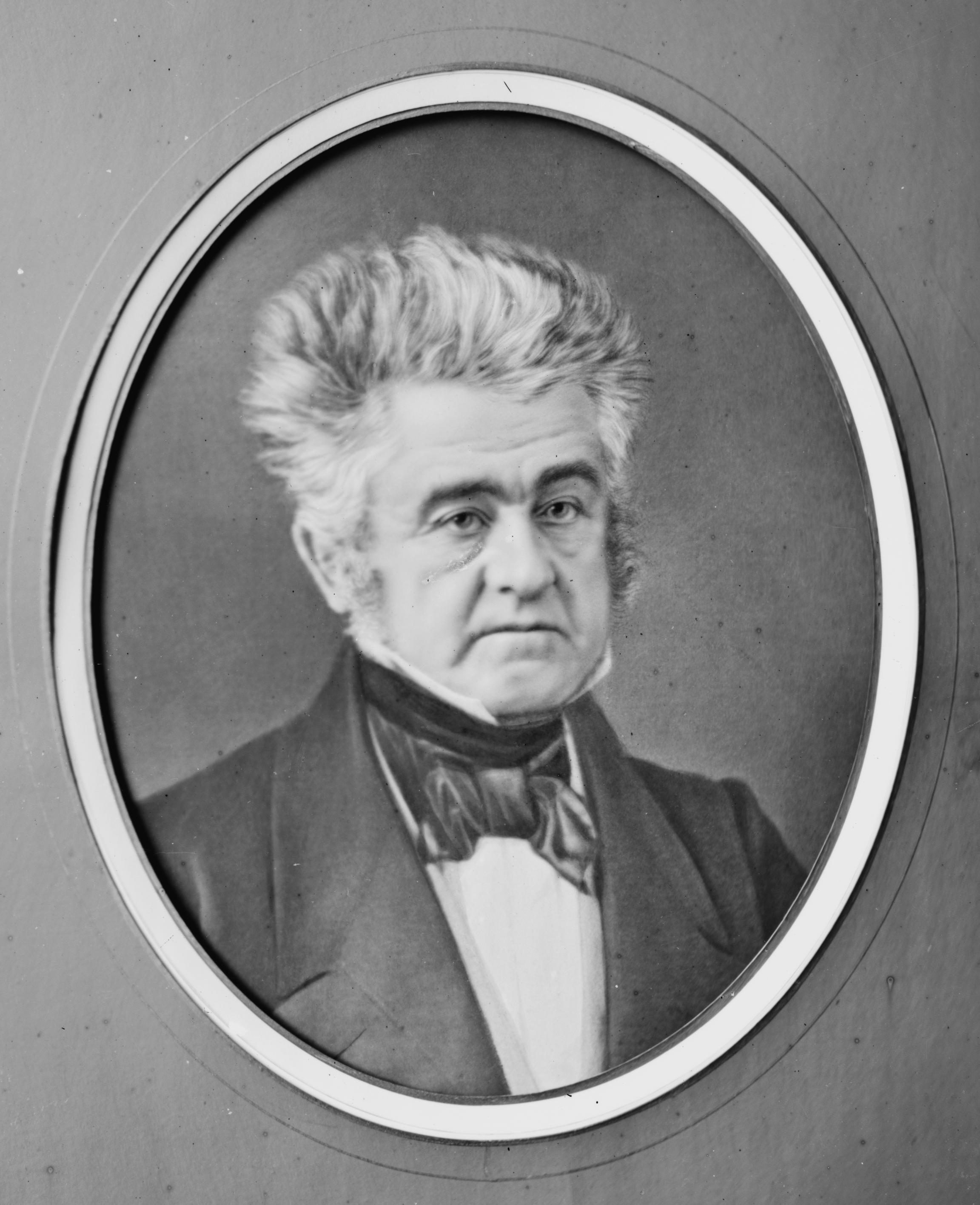
William C. Bouck

William C. Bouck, född 7 januari 1786 i Fultonham, New York, död 19 april 1859 i Schoharie County, New York, var en amerikansk demokratisk politiker. Han var guvernör i New York 1843-1844.
Han valdes 1812 till sheriff i Schoharie County. Han var ledamot av New York State Assembly, underhuset i delstatens lagstiftande församling, 1814-1818 och ledamot av delstatens senat 1820-1822.
Hans grav finns på Middleburgh Cemetery i Middleburgh, New York.